# Graeve (Adelsgeschlecht)

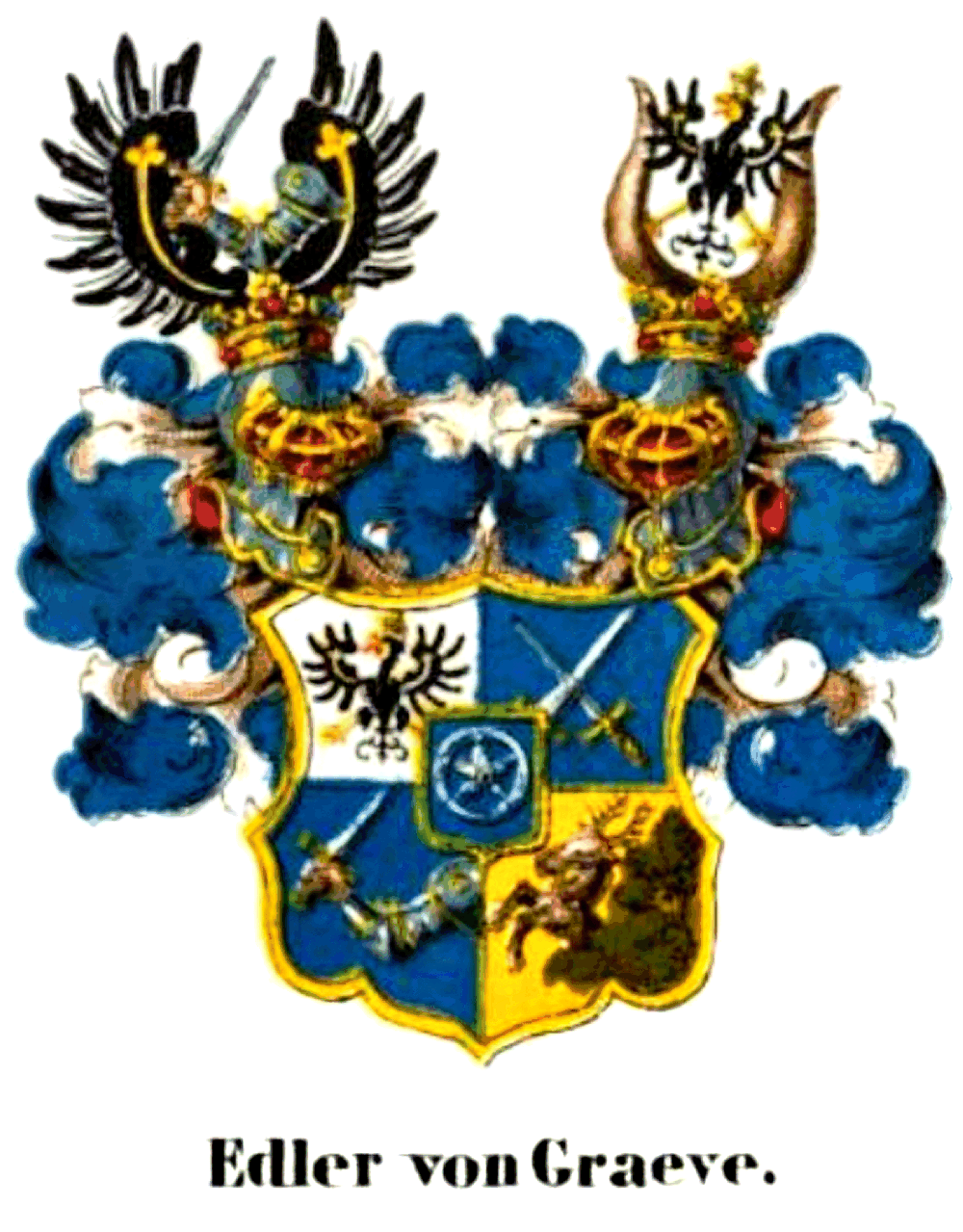
Wappen der Edlen von Graeve, gemäß Diplom vom 2. Oktober 1786, im Schlesischen Wappenbuch von Leonhard Dorst

Graeve ist der Name eines preußischen Adelsgeschlechts.

## Geschichte
Das Geschlecht soll einerseits aus Sachsen stammen. Doch soll man nach Zedlitz die einzelnen Graeve-Familien wohlweislich unterscheiden, und so soll nach ihm das alte sächsische Geschlecht von Gräve mit dem Sohn des 1537 in Weißenfels enthaupteten Hans von Gräve im 16. Jahrhundert erloschen sein. Nach Gerber war der „aus adelichem Geschlechte“ stammende Johann Hieronymus Gravius oder Grave, aber eigentlich Graf oder Graff, der Stammvater. Geboren 1648 in Sulzbach, war er Schüler in Heidelberg und Student in Leiden, dann ab 1677 Kantor und Schulkollege in Bremen, und wiederum danach Kantor und Musikdirektor an der Reformierten Parochialkirche zu Berlin, wo er nach 23 Jahren 1729 starb. Die gesicherte Stammreihe beginnt mit (dessen Sohn), dem Justizrat und Oberamtmann in Joachimsthal in der Uckermark Heinrich Gravius (1680–1752). Dessen Söhne Johann (Hieronymus; 1734–1798), Domänenrat und Kriegsrat in Berlin und David Konrad Gravius (1737–1792), Marsch- und Distriktkommissar des Kreises Kosel wurden anlässlich der Erbhuldigung in Berlin am 2. bzw. in Breslau am 15. Oktober 1786 von Friedrich Wilhelm II. mit dem Prädikat Edler von Graeve nobilitiert. Der Kriegsrat Johann Hieronymus von Graeve besaß vor seiner Nobilitierung einige Jahre das Niederländische Palais. Sein Bruder David Konrad war Erbherr auf Niebe und Borkwitz bei Falkenberg, Constadt, Ellguth und Sophienthal, am 15. Oktober 1786 erhielt er das schlesische Inkolat, 1790 wurde sein Gesuch um Erhebung in den Freiherrenstand mit dem Titel Geheimer Rat abgewiesen. Verheiratet war er mit Dorothea Louise von Skal und Groß-Ellguth (1741–1806). Ihr Sohn war Heinrich Ludwig Friedrich von Graeve (1760–1839). Er geriet 1789 wegen eines Duells in Stadtarrest, heiratete 1790 Charlotte Helene Juliane von Reibnitz (1767–1843), Tochter des Glogauer Kriegs- und Domänenrats Gottfried Diprand Freiherr von Reibnitz. 1793 avancierte er selbst zum Glogauer Kriegs- und Domänenrat. 1801 wurde seine Bitte um Erhebung in den Freiherrenstand abgelehnt. Nach längeren Querelen und einem fiskalischen Prozess wurde er 1803 nach 15 Dienstjahren mit Pension von 300 Talern verabschiedet. Die sechsmonatige Gefängnisstrafe hob der König dafür auf. Er galt als hoch verschuldet, bat jedoch noch 1803 nach seiner Dimission um den Titel Finanzrat, was abgewiesen wurde. Nach weiteren Beleidigungen gegen die Regierungen in Glogau und Breslau musste er im Oktober 1806 eine einjährige Festungshaft in Glatz antreten. Er starb 1839 als Erbherr auf den Gütern Nimmersatt bei Bolkenhain, Streckenbach, Oberkunzendorf, Rückers und Hartau. Außerdem war er Canonicus beim Kollegiatstift in Magdeburg.

## Wappen
Das Wappen (2. Oktober 1786) ist innerhalb eines silbernen Schildrandes geviert mit Herzschild, innerhalb eines goldenen Schildrandes in Blau ein silbernes Rad mit fünf Speichen. I in Silber (nach Zedlitz und dem GHdA in Gold) ein rechtsgekehrter, goldbewehrter, gekrönter, schwarzer Adler. II in Blau zwei aufwärts geschrägte blanke Schwerter mit goldenen Griffen. III in Blau ein von der Spaltlinie wachsender geharnischter Schwertarm. IV in Gold ein aus einem grünen Strauch hervorragender natürlicher Hirsch (ähnlich von Graffen). Zwei gekrönte Helme mit blau-silbernen Decken. Auf dem rechten Helm ein ruhender geharnischter Schwertarm zwischen einem mit goldenen Kleestängel belegten, offenen Flug, auf dem linken Helm der preußische Adler zwischen zwei natürlichen Büffelhörnern.
Ebenfalls ein silbernes Rad auf der Herzstelle eines gevierten Wappens (aber ohne Herzschild) hatte bereits am 20. März 1732 zu Wien Johann Friedrich Graeve bei seiner Erhebung durch Kaiser Karl VI. in den alten Ritterstand mit dem Prädikat „Edler von Clenodio“ erhalten. Auf Vorschlag des späteren preußischen Großkanzlers Samuel von Cocceji vertrat Graeve Preußen seit 1715 als Agent vor dem Reichshofrat. Von Friedrich dem Großen wurde er 1740 bei seiner Thronbesteigung zum Geheimen Legationsrat und Residenten befördert. Er starb am 7. Januar 1751 als preußischer Geheimer Legationsrat und akkreditierter Minister am kaiserlichen und königlich ungarischen Hof in Wien im 63. Lebensjahr und war in Preußen ebenfalls mit dem Prädikat „Edler von Graeve“ bekannt. In Feld I und IV führte er jedoch in Gold einen halben schwarzen Adler am Spalt, im ebenfalls blauen Feld II und III jedoch zwei silberne Sparren. Ebenfalls zwei gekrönte Helme, auf dem rechten mit schwarz-goldenen Decken ein ganzer schwarzer Adler, auf dem linken mit ebenfalls blau-silbernen Decken ebenfalls zwei Büffelhörner, jedoch blau. Unklar ist, ob eine Stammverwandtschaft mit jenem preußischen Diplomaten besteht. Das Wappen von 1732 könnte wegen der Ähnlichkeit jedoch als Vorlage für das Wappen vom 2. Oktober 1786 gedient haben.
Das Wappen (15. Oktober 1786) zeigt abweichend in I und IV in Gold einen Geharnischten mit blau-schwarz-blau gefiedertem Helm, der in der Rechten einen natürlichen Falken empor hält, auf grünem Boden; in II und III in Blau ein einwärtsgekehrter, schwebender, geharnischter Schwertarm. Zwei gekrönte Helme mit blau-goldenen Decken, auf dem rechten drei Straußenfedern (blau-schwarz-blau), auf dem linken ein flugbereiter, wiedersehender, rotbewehrter, silberner Adler.
Darstellungen in Siebmachers Wappenbüchern

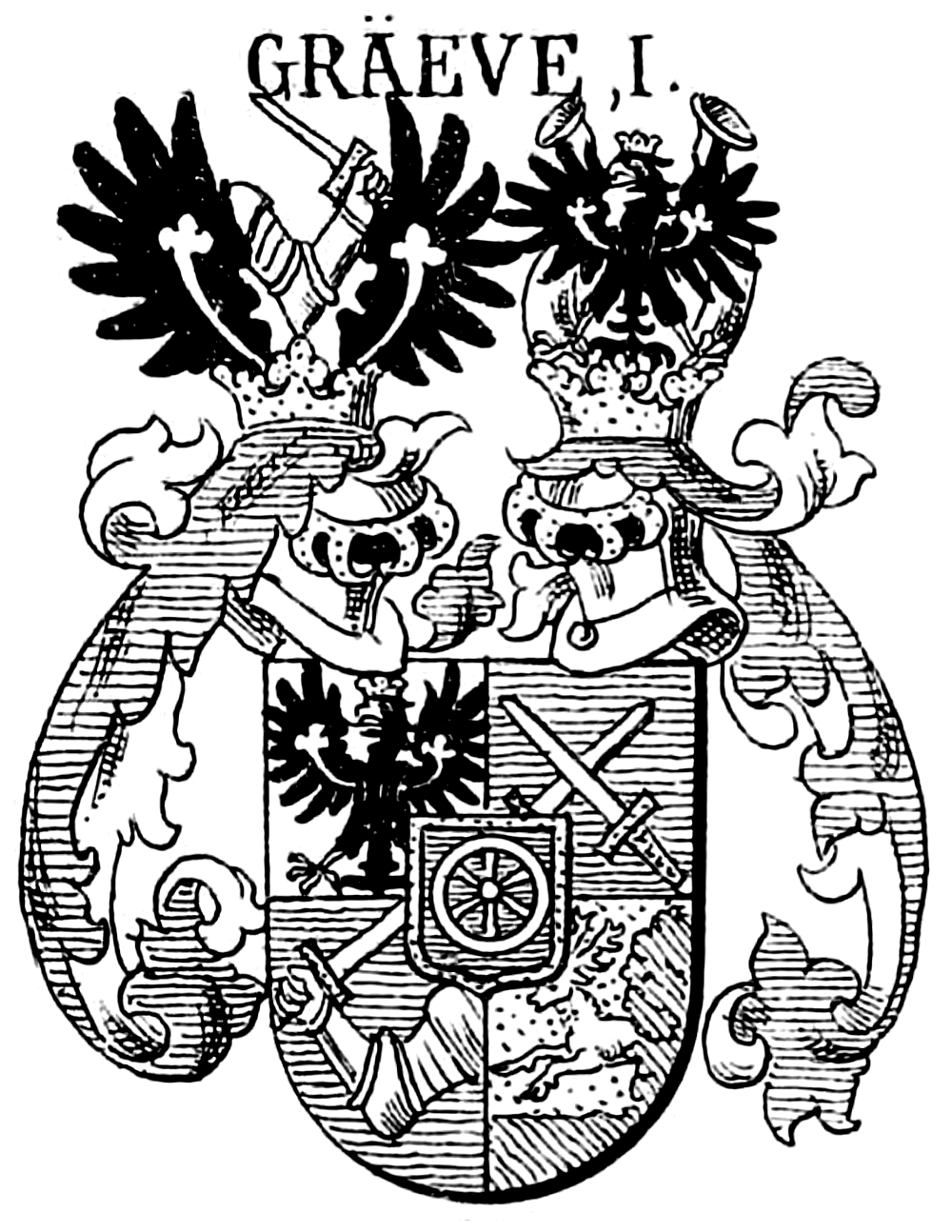
Wappen vom 2. Oktober 1786
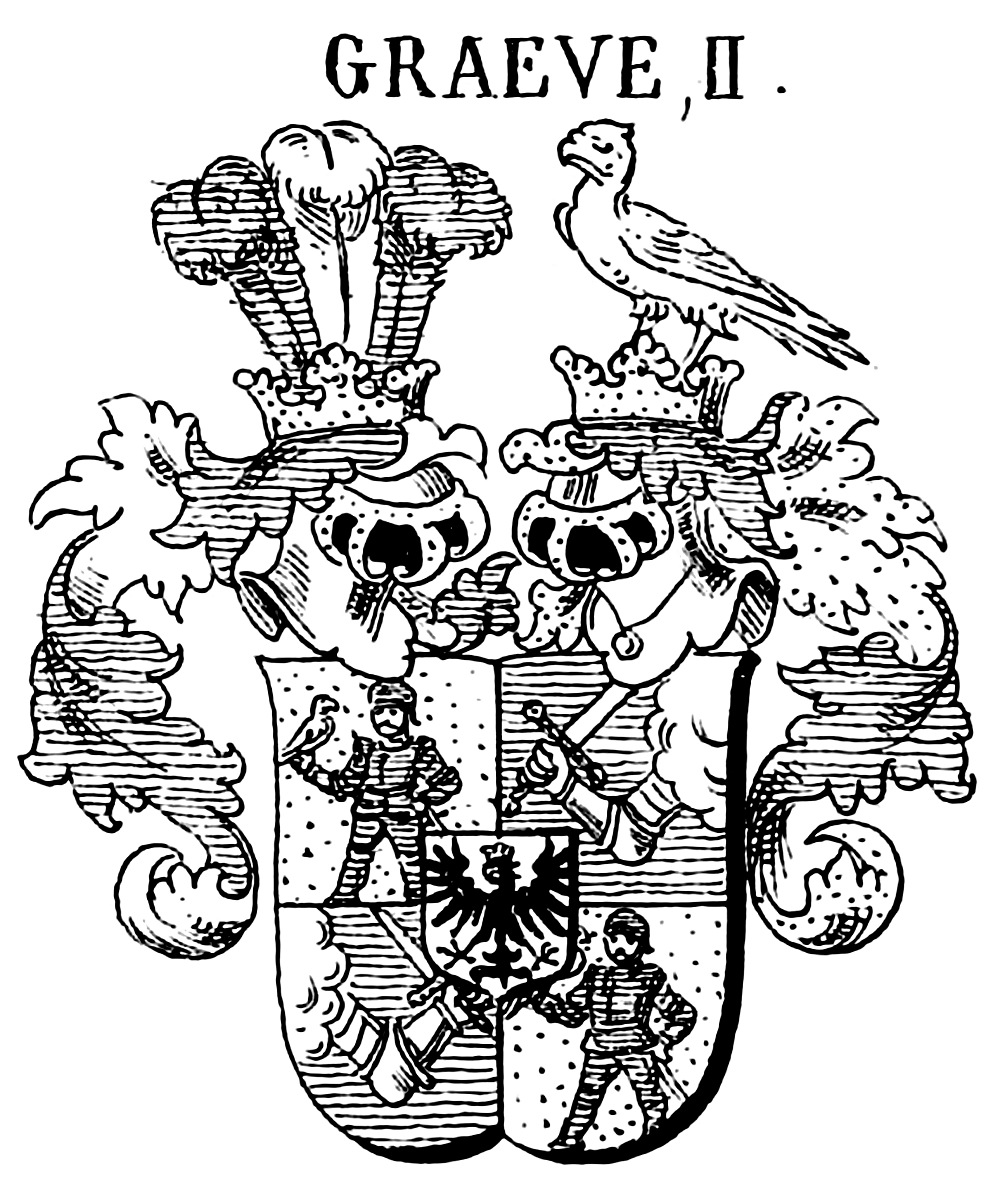
Wappen vom 15. Oktober 1786

## Angehörige
- Adolf von Graeve (1797–1859), deutscher Gutsbesitzer und Politiker
- Alexander von Graeve (1818–1883), Landwirt und Mitglied des Konstituierenden Reichstags des Norddeutschen Bundes
- Gustav von Graeve (1792–1876), preußischer Generalmajor
- Ludwig Edler von Graeve (1857–1919), Rittergutsbesitzer und Mitglied des Deutschen Reichstags
- Otto Edler von Graeve (1872–1948), deutscher Wünschelrutenforscher
- Wilhelm von Graeve (* 1879), Major a. D., Träger des Ordens Pour le Mérite, SA-Standartenführer
- Volkmar von Graeve (* 1938), deutscher Klassischer Archäologe
- Emilie Gutzeit Edle von Graeve (1903–1981), Rittergutsbesitzerin und Mitglied des Deutschen Reichstags